# حقوق زنان حقوق بشر است
حقوق زنان حقوق بشر است (انگلیسی: Women's rights are human rights) عبارتی است که جنبش‌های فمینیستی از آن استفاده می‌کنند. این عبارت نخستین بار در دهه ۱۹۸۰ و ۱۹۹۰ میلادی مطرح شد و هنگامی که هیلاری کلینتون بانوی اول ایالات متحده آمریکا در ۵ سپتامبر ۱۹۹۵ میلادی طی سخنرانی خود در کنفرانس جهانی زنان ۱۹۹۵ سازمان ملل متحد در پکن آن را به کار برد بسیار مشهور شد. کلینتون در این سخنرانی کوشید تا میان حقوق زنان و حقوق بشر پیوندی نزدیک برقرار کند و در اصل عبارتی طولانی‌تر و دو سویه به کار برد: «حقوق بشر حقوق زنان و حقوق زنان حقوق بشر است».

## نخستین استفاده‌ها
مفهوم «حقوق زنان حقوق بشر است» را می‌توان با تعابیر مختلف در آثار فمینیست‌های نخستین مانند سارا موره گریمکه و آنجلینا گریمکه ولد در دهه ۱۸۳۰ یافت اما استفاده از آن در دهه ۱۹۸۰ و پیش از سخنرانی کلینتون رایج شد. برای مثال استفاده از این عبارت در گفتگویی در نیویورک تایمز در سال ۱۹۸۴ مشاهده می‌شود و یکبار دیگر هم سسیلا مدینا در مقاله درخشان خود پیرامون فمینیسم در ۱۹۸۵ همین عبارت را به کار می‌برد.
سیاستمدار کانادایی اد برادبنت که رئیس مرکز جهانی حقوق بشر و توسعه دموکراتیک بود هم طی مصاحبه‌ای در ژانویه ۱۹۹۳ می‌گوید «اگر ما به عنوان یک جامعه باور داریم که حقوق زنان حقوق بشر است پس اکنون وقت آن است که به تبعیض علیه زنان در قوانین مهاجرتی پایان دهیم». لارول فلچر هم در سمپوزیم حقوق بین‌الملل در سال ۱۹۹۳ همین عبارت را به کار برده‌است. ماده ۳ منشور حقوق بشر مالزی هم که در دسامبر ۱۹۹۴ با همکاری چند سمن انتشار یافت با جمله «حقوق زنان حقوق بشر است» آغاز می‌گردد.

## میراث
این سخنرانی نقطه‌ای تأثیرگذار در تاریخ جنبش زنان دانسته می‌شود و در سال‌های بعد بسیاری از زنان این عبارت کلیدی کلینتون را بازخوانی کردند.
این سخنرانی در میان ۱۰۰ سخنرانی فصیح قرن ۲۰ آمریکا رتبه ۳۵ را دارا می‌باشد.
در سال ۲۰۱۱ کلینتون در موقعیتی مشابه طی سخنرانی خود در اجلاس حقوق ال‌جی‌بی‌تی در سازمان ملل در روز حقوق بشر گفت: «حقوق همجنسگرایان حقوق بشر است و حقوق بشر حقوق همجنسگرایان است».
سال ۲۰۱۵ و در بیستمین سالگرد این سخنرانی بازنگری‌های بیشتری در مورد آن صورت گرفت و گویا همه هم آنچنان تحت تأثر آن قرار نگرفته بودند. بروس فین گفته‌است: «کلینتون در پکن جمله‌ای را گفت که خیلی هم عمیق و پرمعنی نبود، او گفت زن‌ها هم انسان هستند».
این سخنرانی و جمله مخصوص آن در جریان کارزار انتخاباتی ۲۰۱۶ کلینتون به نقطه‌ای محوری مبدل شد. فروشگاه‌های کمپین تی‌شرت‌هایی را می‌فروختند که با ارجاع به این سخنرانی روی آن نوشته شده بود «حقوق زنان حقوق بشر است». کیف‌هایی هم در شش زبان مختلف فروخته می‌شد که روی آن‌ها عبارت کامل نوشته شده بود: «حقوق بشر حقوق زنان است و حقوق زنان حقوق بشر است». همچنین در جریان کارزار عکس‌هایی با مضمون سخنرانی و پنج لباس هالووین برای اشاره به سخنرانی آماده شد.
در موزیک ویدیو آهنگ مامان تو نیستم از جنیفر لوپز در سال ۲۰۱۶ هم بخشی از سخنرانی کلینتون شنیده می‌شود که می‌گوید: «حقوق بشر حقوق زنان است و حقوق زنان حقوق بشر، بی هیچ قید و شرطی».
مدونا سال ۲۰۱۷ در روز جهانی زنان ویدیوی کوتاهی با عنوان داستان او را منتشر کرد که در پایان آن عیارت «حقوق زنان حقوق بشر است» به نمایش درآمد.
در دهه ۲۰۱۰ هم آنچنان که لزلی رگان در مجله پزشکی جنسی نشان داده‌است این عبارت با توجه به بحث‌هایی که پیرامون سیاست سلامت جنسی زنان و سقط جنین وجود دارد هنوز در گفتمان سیاسی حضور دارد.